# Sophira bistriga
Sophira bistriga är en tvåvingeart som beskrevs av Walker 1860. Sophira bistriga ingår i släktet Sophira och familjen borrflugor. Inga underarter finns listade i Catalogue of Life.